# Mount Stewart
Mount Stewart est un  village à l'Île-du-Prince-Édouard, Canada. Il est situé dans la partie nord-est de  comté de Queens , à la tête de la partie autrefois navigable de la  rivière Hillsborough au point où la rivière commence à se rétrécir considérablement. Le village est au sud-ouest de Morell. La municipalité a été incorporée en 1953.
Le village joua un rôle important dans l'histoire du transport de la province, étant le site d'un pont sur la rivière le long de la route entre Charlottetown et le siège du comté de Kings à Georgetown.

## Nœud ferroviaire
Au début de 1872, le chemin de fer de l'Île-du-Prince-Édouard bâtit sa ligne principale entre les deux communautés à travers Mount Stewart. Mount Stewart fut référé comme Mount Stewart Junction quand une ligne fut construite vers le nord-est à Morell et Souris. Durant les années 1930, le village devint le centre de tous les services ferroviaires pour accéder à l'est de l'île après que le pont de la rivière Hillsborough allant jusqu'à Murray Harbour entre Charlottetown et Southport fut condamné. Le CN construisit ce qui fut connu sous le nom de Short Line entre Mount Stewart et Lake Verde, permettant la circulation ferroviaire de continuer à servir la partie sud-est de la province. Le dernier train qui est arrivé ici venait de Charlottetown en 1989 ; c'est aussi à ce moment que le train cessa de circuler.

## Sentiers
Des rails ont été retirés du chemin de fer en 1992 et les voies ont été transformées en sentiers.
Maintenant, il y a de magnifiques pistes qui font le tour de l'Île-du-Prince-Édouard.

## Éducation
Il y a une école en fonctionnement actuellement à Mt. Stewart. Elle a été construite en 1976. Il y avait environ 160 élèves en avril 2013. Les classes vont de la maternelle à la huitième année. En 2009, deux écoles ont rejoint Mount Stewart Consolidated, comme St. Teresa's et Tracadie Cross. Après avoir terminé la huitième année, les élèves fréquentent l'école secondaire régionale Morell pour les élèves de la 9e à la 12e année. L'école qui fonctionnait avant l'école actuelle est maintenant utilisée comme entrepôt.

## Sports
Le baseball à Mount Stewart et dans les environs était et est toujours très populaire. Les équipes ont remporté les championnats de l'Atlantique pendant de nombreuses années. Ils avaient également une équipe dans la KCBL (Kings County Baseball League). Certains des garçons de la région ont participé à la Florida Rookie League. Cette ligue était destinée aux hommes de l'université qui montraient leur volonté de jouer au baseball professionnel.

## Liens vers la Seconde Guerre mondiale
Lorsque la Seconde Guerre mondiale a commencé en 1939, environ 50 membres de la communauté sont partis pour servir. Dans certains cas, cela comprenait quatre membres d'une famille. Pendant la guerre, de nombreux articles ont été rationnés, notamment du sucre, du thé, de la mélasse et du gaz. Les gens n'étaient autorisés à conduire qu'à 35 miles de la communauté. Pendant la guerre, il y avait aussi des exercices aériens et des exercices d'interdiction deux fois par mois.

## Démographie
| 2001 | 2006 | 2011 | 2016 |
| ---- | ---- | ---- | ---- |
| 312  | 261  | 225  | 209  |